# Grób jeńców radzieckich koło Radgoszczy
Grób jeńców radzieckich – podwójny grób radzieckich jeńców wojennych, zlokalizowany po zachodniej stronie drogi wojewódzkiej nr 198, pomiędzy Radgoszczą, a Kaplinem, w Puszczy Noteckiej.
Grób skrywa szczątki dwóch żołnierzy Armii Czerwonej, którzy uciekli z obozu jenieckiego i zmierzali w stronę Rosji (frontu). W tym miejscu zostali schwytani przez żołnierzy hitlerowskich w czerwcu 1944 i zastrzeleni na miejscu. W październiku 1973, podczas XXII Rajdu Przyjaźni, nad mogiłami odsłonięto tablicę pamiątkową. Na nagrobkach znajdują się betonowe płyty z czerwonymi gwiazdami i datą 1944. Obiekt znajduje się pośród kompleksu leśnego i przy drodze nr 198 oznaczony jest strzałką miejsca pamięci narodowej (dojście około 30 metrów w głąb lasu)